# Godhar
Godhar è una suddivisione dell'India, classificata come census town, di 9.544 abitanti, situata nel distretto di Dhanbad, nello stato federato del Jharkhand. In base al numero di abitanti la città rientra nella classe V (da 5.000 a 9.999 persone).

## Geografia fisica
La città è situata a 23° 46' 58 N e 86° 23' 32 E.

## Società

### Evoluzione demografica
Al censimento del 2001 la popolazione di Godhar assommava a 9.544 persone, delle quali 5.165 maschi e 4.379 femmine. I bambini di età inferiore o uguale ai sei anni assommavano a 1.517, dei quali 808 maschi e 709 femmine. Infine, coloro che erano in grado di saper almeno leggere e scrivere erano 4.958, dei quali 3.230 maschi e 1.728 femmine.